# Songlingornithidae
Songlingornithidae é uma família extinta de aves ornituromórficas do início do período Cretáceo da China. Todos os espécimes conhecidos vêm da Formação Jiufotang, datada em cerca de 120 milhões de anos atrás.